# Loverly
Loverly è un album della cantante jazz Cassandra Wilson registrato il tra il 13 e 17 agosto del 2007, pubblicato nel 2008, ha raggiunto la top ten nella classifica Jazz Albums ed ha vinto il Grammy Award for Best Jazz Vocal.

## Tracce
1. Lover Come Back To Me – 04:16 (O. Hammerstein, S. Romberg)
2. Black Orpheus  –  14:58 (L. Bonfà, M. Antonio)
3. Wouldn't It Be Loved – 05:02 (A. Lerner, F. Loewe)
4. Gone With The Wind – 05:50 (H. Madigson, A. Wruber)
5. Caravan – 04:23 (Ellington, Mills, Tizol)
6. Spring Can Really Hang You Up The Most 04:57  (F. Landesman, T. Wolf)
7. Arere – 05:42  (Wilson. Babalola, Sewll, Plaxico, Moran, Riley)
8. St. James Infirmary – 04:40  (Irwing Mills)
9. Dust My Broom – 04:47  (E. James, R. Johnson)
10. The Very Thought of You – 04:46  (Ray Noble)
11. Sleepin' Bee – 04:39  (H. Arlen, T. Capote)

## Formazione
- Cassandra Wilson – voce
- Marvin Sewell – chitarra elettrica e acustica ( In tutti i brani tranne 11)
- Jason Moran  – piano ( In tutti i brani tranne 7 e 11)
- Lonnie Plaxico – basso acustico ( In tutti i brani tranne 7 e 11)
- Reginald Veal  – basso acustico (11)
- Herlin Riley  – percussioni (In tutti i brani tranne 7, 2, 11)
- Lekan Babalola  – percussioni (In tutti i brani tranne 3, 7, 11, 12)
- Rhonda Richmond  – voce (nel brano 8)